# Challenger (tractormerk)
De Challenger was de eerste tractor die verkocht werd door het bedrijf Caterpillar. In 2002 verkocht Caterpillar deze divisie aan AGCO. Deze maakt nu nog steeds trekkers onder de naam Challenger. De merknaam Challenger beslaat inmiddels een full-line in zelfrijdende landbouwmachines. Startend met de MT700C en MT800C serie rupstractoren, Wieltractoren, MT400, 500, 600 en 's werelds grootst geproduceerde platform kniktractor de MT900C.
Daarnaast behoren tot de merknaam Challenger, de TerraGator, RoGator en SpraCoupe. Ook behoren combines, windrowers (zelfrijdende maaiers) en balenpersen tot de Challenger groep.
De mestopbouw voor de TerraGator worden in Nederland, in Grubbenvorst, geproduceerd, evenals de Rogator 418 en 618. De productielocatie in Grubbenvorst is voortgekomen uit het vroegere Ag-chem Europe, nu opererend onder de naam AGCO Netherlands BV.